# زندگی کن (بازی ویدئویی)
زندگی کن (انگلیسی: Live A Live)، یک بازی ویدئویی نقش‌آفرینی در سال ۱۹۹۴ است که توسط اسکوئر (شرکت بازی‌های ویدئویی) برای سوپر نینتندو   منتشر شده است.